# Будник Сергій Іванович
Сергі́й Іва́нович Бу́дник (нар. 27 грудня 1965, с. Софіївська Борщагівка Києво-Святошинського району Київської області) — генерал-майор міліції, генерал поліції третього рангу, заслужений юрист України, Начальник Департаменту поліції охорони — міжрегіонального територіального органу Національної поліції України, заступник Голови правління Державної іпотечної установи, кандидат юридичних наук.

## Життєпис
Працював слюсарем-збиральником на заводі «Електронмаш», служив у радянській армії, повернувся на завод.
1992 року закінчив юридичний факультет Київського університету. В 1994—2002 роках — старший оперуповноважений, начальник відділу, заступник начальника Управління правового забезпечення Головного штабу МВС України.
З 2002 року був відряджений до Адміністрації Президента України, де обіймав посади головного консультанта, заступника завідувача відділу, завідувача відділу, заступника керівника департаменту — завідувача відділу відповідних структурних підрозділів Секретаріату (Адміністрації) Президента України. Остання посада в апараті Президента України — заступник керівника департаменту взаємодії з правоохоронними органами — завідувач відділу з питань діяльності органів прокуратури, внутрішніх справ, судових органів Головної служби з питань діяльності правоохоронних органів Секретаріату Президента України.
У 2008—2010 роках — заступник начальника Департаменту ДАІ. У 2010—2014 роках — начальник Центру безпеки дорожнього руху та автоматизованих систем при МВС України. З квітня 2014 — перший заступник начальника Дерпартаменту ДАІ.
З жовтня 2014 — в. о. начальника Департаменту Державної служби охорони. Нині начальник Департаменту поліції охорони.
Проживає в місті Вишневе Києво-Святошинського району Київської області.
З березня 2019 року працює на посаді заступника Голови правління Державної іпотечної установи
 [Архівовано 7 липня 2019 у Wayback Machine.]

## Щодо закриття кримінального провадження
22 серпня 2017 року Будник був затриманий правоохоронними органами при отриманні хабара сумою 96 тисяч гривень. Того ж дня Генеральний прокурор України Юрій Луценко повідомив, що співробітники Генпрокуратури спільно із СБУ і Нацполіцією викрили на хабарі генерала Будника, який через посередника вимагав, крім офіційних платежів, більше 80 тис. гривень щомісяця за надання послуг з фізичної охорони. Луценко також зазначив, що всього з червня 2017 року Будник встиг отримати понад 170 тис. гривень.
Під час обшуку помешкання Будника правоохоронці знайшли 16 золотих зливків і багато готівки.
В березні 2018 року Спеціалізована антикорупційна прокуратура закрила кримінальне провадження проти Будника в зв'язку з відсутністю складу злочину.

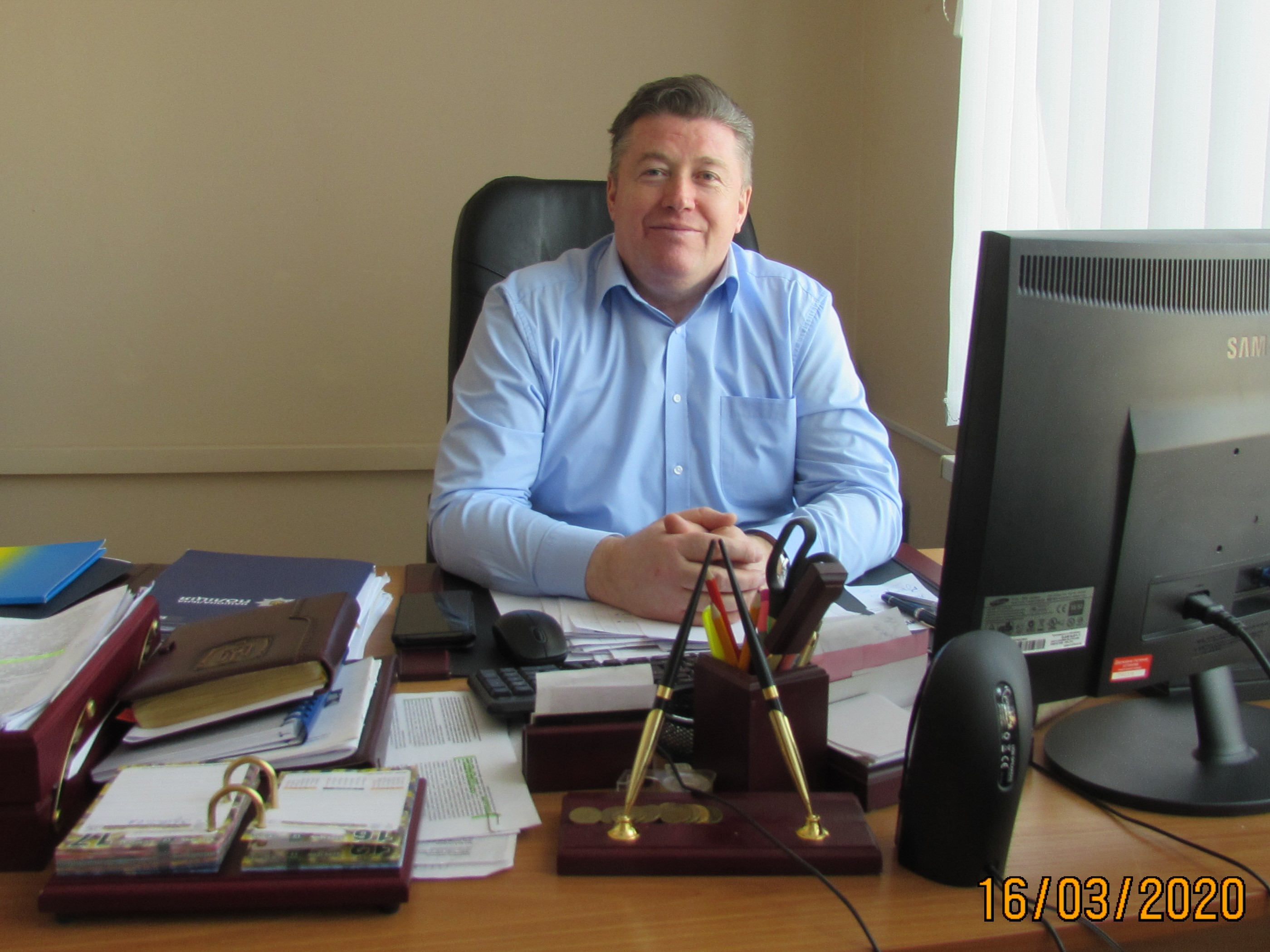
Сергій Іванович Будник — заступник Голови правління Державної іпотечної установи в робочому кабінеті, 2020

## Нагороди
- Орден «За заслуги» II ст. (21 серпня 2014) — за особисту мужність і героїзм, виявлені у захисті державного суверенітету та територіальної цілісності України, вірність військовій присязі, високопрофесійне виконання службового обов'язку[10]
- Орден «За заслуги» III ст. (15 грудня 2007) — за вагомий особистий внесок у боротьбу зі злочинністю, зміцнення законності та правопорядку, бездоганне виконання службового обов'язку, високий професіоналізм[11]
- Заслужений юрист України (16 грудня 2004) — за вагомий особистий внесок у зміцнення законності і правопорядку, зразкове виконання службового обов'язку у захисті конституційних прав і свобод громадян, високий професіоналізм[12]
- Відомчі заохочувальні відзнаки МВС України[13]
- Медаль «10 років Збройним Силам України»[13]